# Marcel Sabitzer
Marcel Sabitzer (n. 17 martie 1994, Wels, Austria Superioară, Austria) este un fotbalist austriac, care joacă pe post de atacant la Dortmund în Bundesliga. Pe plan internațional, are prezențe la națională pentru Austria⁠(d), Austria U17⁠(d), Austria U18⁠(d), Austria U19⁠(d), Austria U21⁠(d) și Austria.
Pe 30 mai 2014, Sabitzer a semnat un contract pe patru ani cu RB Leipzig, dar a fost împrumutat în sezonul 2014-2015 la Red Bull Salzburg.

## Cariera internațională
Sabitzer a debutat la naționala Austriei la data de 5 iunie 2012, într-un meci terminat 0-0 împotriva echipei naționale a României.

### Goluri internaționale
| # | Data             | Stadion                            | Adversar   | Scor | Rezultat | Competiție               |
| - | ---------------- | ---------------------------------- | ---------- | ---- | -------- | ------------------------ |
| 1 | 30 mai 2014      | Tivoli Neu, Innsbruck, Austria     | Islanda    | 1–0  | 1–1      | Meci amical              |
| 2 | 3 iunie 2014     | Andrův stadion, Olomouc, Cehia     | Cehia      | 1–0  | 2–1      | Meci amical              |
| 3 | 9 octombrie 2015 | Pod Goricom, Podgorica, Muntenegru | Muntenegru | 3–2  | 3–2      | Preliminariile EURO 2016 |

## Palmares
Red Bull Salzburg
- Bundesliga: 2014-2015
- Cupa Austriei: 2014-2015